# Веселинович, Бранка
Бранка Веселинович (серб. Бранка Веселиновић / Branka Veselinović, урождённая Чосич, Ћосић / Ćosić, известная также под фамилией Андонович, Андоновић / Andonović, 16 сентября 1918 года, Бечей, Австро-Венгрия — 8 февраля 2023 года, Белград, Сербия) — югославская и сербская актриса. Её актёрская карьера, включавшая участие примерно в 100 театральных постановках и 50 кино- и телефильмах, длилась более 80 лет.
Помимо актёрской карьеры, Бранка вела активную общественную работу: вместе с мужем создала и возглавила благотворительный фонд помощи детям-инвалидам, а также была послом доброй воли ЮНИСЕФ.
Удостоена государственных наград, престижных премий, званий почётного гражданина Белграда и Нови-Сада.

## Биография
Родилась 16 сентября 1918 года в Обече, тогда в Австро-Венгрии (ныне — город Бечей в Сербии). Была шестым ребёнком в семье библиотекаря Александра Чосича и его жены Йованки (урождённой Монашевич), учительницы по профессии. В раннем возрасте Бранка научилась играть на фортепиано, также начала писать стихи и легко их декламировала.
Обучалась актёрскому мастерству в Национальном театре Белграда в 1936—1938 годах. В 19-летнем возрасте отправилась на стажировку в Сербский национальный театр в Нови-Саде, где дебютировала как актриса в спектакле «Тётя Чарльза». Получила признание зрителя за свои юмористические и сатирические роли. В 1940 году вернулась в Белград.
В 1940—1942 годах она участвовала в спектаклях Художественного театра, затем, после перерыва, Национального театра (1944—1947). В Югославском драматическои театре она играла с момента его образования в 1947 году по 1978 год; здесь прошло более 40 спектаклей с её участием; первым и для неё, и для театра стал спектакль «Король Бетайнова», премьера которого состоялась 3 апреля 1948 года. В США исполнила на английском языке главную роль в пьесе Бертольта Брехта «Мамаша Кураж». В 1970 году она снялась в экранизации Мела Брукса «Двенадцать стульев», а позднее — в фильмах «Три сестры» (1982), «Русский царь» (1993), «Любовь, привычка, паника» (2005), «Крестьяне» (2006) и «Скорая помощь» (2014).
Сильной стороной таланта Веселинович была комедийность; она была очень органична в постановках Гоголя, Гольдони, Нушича, Плавта. Среди авторов, в постановках произведений которых она играла, были также Бюхнер, Достоевский, Маяковский, Пиранделло, Тургенев, Чехов.
В 1980 году Веселинович стала послом ЮНИСЕФ. Вместе со своим мужем Младом она возглавляла основанный ими Фонд помощи детям-инвалидам (серб. Фонд Бранке и Млађе Веселиновић).
Веселинович была полиглотом: она владела русским, английским, немецким, чешским, венгерским, словенским и македонским языками.
Бранка была самой возрастной актрисой Сербии и продолжала выступать до самой своей смерти в 2023 году. Скончалась 8 февраля 2023 года в Белграде в возрасте 104 лет. Похоронена на Аллее почётных граждан на Новом кладбище в Белграде.

## Награды
Награды Бранки Веселинович
В 1964 году получила премию «Стерия» за роль Джины в фильме Бранислава Нушича «Семья скорбящих». Была награждена Орденом Труда с золотым венком, а также премией Бранислава Нушича и премией Вука Караджича (2004), удостоена званий почётного гражданина Белграда, Нови-Сада и Детской деревни недалеко от Сремска-Каменицы.

## Личная жизнь
В ранней молодости Бранка вышла замуж за будущего инженера лесного хозяйства Андоновича (Andonović), после замужества она выступала под этой фамилией. Позже они разошлись: будучи американским гражданином, он решил вернуться на родину, она предпочла остаться в своей стране.
Второй раз вышла замуж за актёра и переводчика Млада Веселиновича (1915—2012), бракосочетание состоялось 30 сентября 1948 года. По словам самой Бранки, этот брак, продолжавшийся 64 года, был полон любви и понимания. Своих детей у них не было, однако, по её словам, «мы считали всех остальных своими».
Бранка была близкой подругой поэтессы Десанки Максимович и актёра Мии Алексича.

## Фильмография
- 2014 «Центр неотложной помощи» (сериал)
- 2003 «Цитравита»
- 1982 «Три сестры» (ТВ)
- 1979 «Вас забавляет Миодраг Петрович Чкаля»
- 1974 «25 godina Vesele veceri»
- 1974 «Price o psima»
- 1974 «Мистер доллар» (ТВ)
- 1972 «Преступление и наказание» (ТВ)
- 1972 «Мастер и Маргарита»
- 1970 «Двенадцать стульев»
- 1968 «Brown Eye, Evil Eye»
- 1968 «Ne igraj se ljubavlju»
- 1968 «Nasi sinovi»
- 1967 «Veselo vece — 18 godina»
- 1966 «Счастливые умирают дважды»
- 1966 «До войны»
- 1964 «Народный посланник»
- 1962 «Srecna nova godina»
- 1962 «Mediteransko putovanje»
- 1961 «Samo veceras» (сериал)
- 1961 «Velika turneja»
- 1960 «Общая квартира»
- 1960 «Лучше уметь, чем иметь»
- 1960 «Servisna stanica» (сериал)
- 1957 «Поп Чира и поп Спира»
- 1957 «Маленький человек»
- 1956 «TV teatar» (сериал)
- 1953 «Дитя общины»